# Филит Косский
Филит Косский (др.-греч. Φιλίτας, 340—285 гг. до н. э.) — греческий учёный, грамматик, поэт. По происхождению он был греком, но ассоциируется, главным образом, с Александрийской школой, так как расцвет он переживал во второй половине IV века до н. э., будучи назначенным наставником наследника египетского трона. Филит был первым серьёзным писателем, который одинаково преуспел и в поэзии, и в научной деятельности. Он получил широкую известность благодаря своим элегическим стихам и новаторскому подходу к изучению слова. Он создал словарь, в котором объяснялись значения редких литературных слов, включая те, которые использовались в поэмах Гомера. Поэзия Филита, особенно его элегическая поэма «Деметра», были высоко оценены авторами более позднего периода.

## Биография
О жизни Филита известно очень немного. Согласно древним источникам, он или родился, или прожил очень долго на острове Кос, который находится в Эгейском море и входит в группу островов Додеканес (Южные Спорады). Ориентируясь на данные из Суды, византийского энциклопедического словаря X века, принято считать, что Филит родился в 340 году до н. э., а известность на своей родине обрёл уже к тридцати годам. Во время Войн Диадохов, которые последовали за смертью Александра Великого и повлекли за собой раздел его империи, Птолемей захватил Кос у своего соперника Антигона. Его сын Птолемей II Филадельф родился в 308 году до н. э., и как раз его наставником был назначен Филит. Это подразумевало переезд в Александрию. Филит мог также обучать и старшую сестру наследника, Арсиною II, на которой Птолемей II потом женился. В более позднее время наставники царских потомков также занимали должность руководителя Александрийской библиотеки, но доподлинно неизвестно, удостоился ли такой чести Филит. Но он также был учителем поэтов Гермесианакта и Феокрита, а также грамматика Зенодота Эфесского. После того, как Филит вернулся на остров Кос, он последние десять лет своей жизни, возглавляя общество интеллектуалов и поэтов, в которое входили Арат из Сол, Феокрит и Гермесианакт.
Филит был слабым и болезненным человеком и умер, практически усохнув. Ритор и грамматик Афиней позже описал его в карикатурной форме как учёного, которого именно наука так изнурила, выпила из него все соки. Есть мнение, что как раз в то время Филит изучал мегарскую философскую школу, которая уделяет много внимания всяческим парадоксам, в частности, парадоксу лжеца. Филит был так поглощён и взволнован этим исследованием, что умер от недоедания и бессонницы. Это произошло примерно в 280 году до н. э. Есть мнение, что Филит покончил с собой, не найдя решения парадокса.
Гермесианакт писал, что жители Коса воздвигли ему памятник под платановым деревом. Его современник Посейдипп писал, что Филадельф заказал бронзовый памятник своему наставнику у скульптора Гекатея. Он создал скульптуру, в которой не было ничего от физиологии героя, он показал пожилого человека, озабоченного множеством проблем. Некоторые писатели с иронией отзывались о худобе Филита. Например, Клавдий Элиан, римский писатель III века, передал историю о том, что Филиту приходилось подкладывать в ботинки свинцовые грузы, чтобы его не унесло порывом ветра (добавив, что не верит в неё из-за очевидной слабости Филита).

## Работы
Филит создал словарь, в котором объяснялись значения не только редких слов литературного языка, но также диалектизмов и различных технических терминов. Этот словарь не дошел полностью до наших дней, только отдельные цитаты можно найти в произведениях других писателей.
Сохранилось около 30 фрагментов произведений Филита, четыре из которых имеют конкретные названия:
- «Деметра», самая известная из работ Филита Косского, состоит из элегических куплетов. Если судить по сохранившимся фрагментам, которых немного, в произведении говорится о богине плодородия Деметре и о поисках её дочери Персефоны.
- «Гермес» — эпическая поэма или краткий мифологический рассказ, написанный гекзаметром. Он обладает структурой гимна. В центре событий находится Одиссей, который попадает на остров Эола, повелителя ветров, и тайно завязывает отношения с его дочерью Полимелой.
- «Игрушки» — два сборника более коротких стихов, представлявших собой эпиграммы, некоторые из них могли включать элементы эротики. Единственная сохранившаяся поэма состоит из двух элегических куплетов (двустиший) и имеет такую структуру, что напоминает древнегреческие песни, которые пели собравшиеся на праздниках, банкетах.
- «Эпиграммы», из которых только одна была полностью восстановлена.

Возможно, существовала ещё одна поэма, «Телеф», но она, скорее всего, была дополнением к «Деметре».